# Pachycerianthus
Pachycerianthus is een geslacht van neteldieren uit de klasse van de Anthozoa (bloemdieren).

## Soorten
- Pachycerianthus aestuarii (Torrey & Kleeburger, 1909)
- Pachycerianthus benedeni Roule, 1904 (nomen dubium)
- Pachycerianthus borealis (Verrill, 1873)
- Pachycerianthus curacaoensis Den Hartog, 1977
- Pachycerianthus delwynae Carter, 1995
- Pachycerianthus dohrni (Van Beneden, 1923)
- Pachycerianthus fimbriatus McMurrich, 1910
- Pachycerianthus insignis Carlgren, 1951
- Pachycerianthus johnsoni (Torrey & Kleeburger, 1909)
- Pachycerianthus magnus (Nakamoto, 1919)
- Pachycerianthus maua (Carlgren, 1900)
- Pachycerianthus monostichus McMurrich, 1910
- Pachycerianthus multiplicatus Carlgren, 1912
- Pachycerianthus nobilis (Haddon & Shackleton, 1894)
- Pachycerianthus schlenzae Stampar, Morandini & Silveira, 2014
- Pachycerianthus solitarius (Rapp, 1829)
- Pachycerianthus torreyi Arai, 1965

Niet geaccepteerde soorten:
- Pachycerianthus longistriatus Carter, 1995 → Pachycerianthus delwynae Carter, 1995
- Pachycerianthus plicatus Carlgren, 1924 → Pachycerianthus fimbriatus McMurrich, 1910